# João Pedro Rodrigues
João Pedro Rodrigues (Lisboa, 24 de agosto de 1966) é um realizador português. Iniciou a sua actividade em 1988. 
Começou como assistente de realização e montagem em filmes de realizadores como Alberto Seixas Santos e Teresa Villaverde. A sua primeira longa-metragem foi O Fantasma (2000), uma história sobre os afectos numa relação entre dois homens, seguindo-se Odete (2005), que esteve presente no Festival de Cannes. É sobretudo reconhecido pelos seus filmes Morrer como um Homem (2009) e Fogo-fátuo (2022), tendo ainda a maior parte do seu trabalho sido desenvolvido com a produtora Rosa Filmes.

## Polémica
O filme Morrer como um Homem, antes de estrear em Portugal, foi objecto de uma providência cautelar por parte de Carlos Castro, que alegou que se tratava de um plágio do seu livro "Ruth Bryden - Rainha da Noite", sobre a artista de transformismo ou drag queen portuguesa, em cuja história de vida se baseia o livro do socialite português. O filme, subsidiado pelo Ministério da Cultura e por um patrocínio do Eurimages de 240 000 €, conta a história de "Tónia", uma pessoa trans em processo de questionamento sobre a sua identidade de género.

## Filmografia
- Tempo (2023) - curta-metragem
- Onde Fica Esta Rua? (2022) - curta-metragem em colaboração com João Rui Guerra da Mata
- Fogo-fátuo (2022)
- Um Quarto na Cidade (2021) - curta-metragem em colaboração com João Rui Guerra da Mata
- O Ornitólogo (2016)
- Mahjong (2013) - curta-metragem em colaboração com João Rui Guerra da Mata
- O Corpo de Afonso (2012) - curta-metragem
- A Última Vez que Vi Macau (2012)
- Manhã de Santo António (2012) - curta-metragem
- Alvorada Vermelha (2011) - curta-metragem
- Morrer como um Homem (2009) - longa-metragem
- China China (2007) - curta-metragem
- Odete (2005) – longa-metragem
- O Fantasma (2000) – longa-metragem
- Viagem à Expo (1998) – curta-metragem
- Esta É a Minha Casa (1997) – média-metragem
- Parabéns! (1997) – curta-metragem, 54.º Festival Internacional de Cinema de Veneza
- O Pastor (1988) – curta-metragem

## Colaboradores recorrentes
| Membros de equipa técnica frequentes (4 ou mais filmes) | Membros de equipa técnica frequentes (4 ou mais filmes) | Membros de equipa técnica frequentes (4 ou mais filmes) | Membros de equipa técnica frequentes (4 ou mais filmes) | Membros de equipa técnica frequentes (4 ou mais filmes) | Membros de equipa técnica frequentes (4 ou mais filmes) | Membros de equipa técnica frequentes (4 ou mais filmes) | Membros de equipa técnica frequentes (4 ou mais filmes) | Membros de equipa técnica frequentes (4 ou mais filmes) | Membros de equipa técnica frequentes (4 ou mais filmes) | Membros de equipa técnica frequentes (4 ou mais filmes) | Membros de equipa técnica frequentes (4 ou mais filmes) | Membros de equipa técnica frequentes (4 ou mais filmes) | Membros de equipa técnica frequentes (4 ou mais filmes) | Membros de equipa técnica frequentes (4 ou mais filmes) | Membros de equipa técnica frequentes (4 ou mais filmes) | Membros de equipa técnica frequentes (4 ou mais filmes) |
| Técnico                                                 | Esta é a Minha Casa (1997)                              | Parabéns! (1997)                                        | Viagem à Expo (1999)                                    | O Fantasma (2000)                                       | Odete (2005)                                            | China China (2007)                                      | Morrer como um Homem (2009)                             | Alvorada Vermelha (2011)                                | A Última Vez Que Vi Macau (2012)                        | Manhã de Santo António (2012)                           | O Corpo de Afonso (2012)                                | Mahjong (2013)                                          | IEC Long (2014)                                         | O Ornitólogo (2016)                                     | Où en Êtes-vous(...) (2017)                             | Total                                                   |
| ------------------------------------------------------- | ------------------------------------------------------- | ------------------------------------------------------- | ------------------------------------------------------- | ------------------------------------------------------- | ------------------------------------------------------- | ------------------------------------------------------- | ------------------------------------------------------- | ------------------------------------------------------- | ------------------------------------------------------- | ------------------------------------------------------- | ------------------------------------------------------- | ------------------------------------------------------- | ------------------------------------------------------- | ------------------------------------------------------- | ------------------------------------------------------- | ------------------------------------------------------- |
| Marco Amaral (Colorista)                                | Yes                                                     |                                                         | Yes                                                     |                                                         |                                                         |                                                         |                                                         |                                                         | Yes                                                     |                                                         | Yes                                                     |                                                         | Yes                                                     |                                                         | Yes                                                     | 6                                                       |
| Nuno Carvalho (Edição de som)                           |                                                         | Yes                                                     |                                                         | Yes                                                     | Yes                                                     | Yes                                                     | Yes                                                     | Yes                                                     | Yes                                                     | Yes                                                     | Yes                                                     | Yes                                                     | Yes                                                     | Yes                                                     | Yes                                                     | 13                                                      |
| Carlos Conceição (Som)                                  |                                                         |                                                         |                                                         |                                                         | Yes                                                     |                                                         |                                                         | Yes                                                     | Yes                                                     |                                                         | Yes                                                     |                                                         | Yes                                                     |                                                         |                                                         | 5                                                       |
| Amândio Coroado (Produção)                              | Yes                                                     | Yes                                                     |                                                         | Yes                                                     |                                                         |                                                         |                                                         |                                                         |                                                         |                                                         |                                                         |                                                         |                                                         |                                                         | Yes                                                     | 4                                                       |
| João Figueiras (Produção)                               |                                                         | Yes                                                     |                                                         |                                                         |                                                         | Yes                                                     |                                                         | Yes                                                     | Yes                                                     | Yes                                                     | Yes                                                     |                                                         | Yes                                                     | Yes                                                     |                                                         | 8                                                       |
| João Rui Guerra da Mata (Realização e direção de arte)  | Yes                                                     | Yes                                                     |                                                         | Yes                                                     | Yes                                                     | Yes                                                     | Yes                                                     | Yes                                                     | Yes                                                     | Yes                                                     |                                                         | Yes                                                     | Yes                                                     | Yes                                                     | Yes                                                     | 13                                                      |
| Paulo Guilherme (Assistente de realização)              |                                                         |                                                         |                                                         |                                                         | Yes                                                     |                                                         | Yes                                                     |                                                         |                                                         | Yes                                                     |                                                         |                                                         |                                                         | Yes                                                     |                                                         | 4                                                       |
| Rui Mourão (Edição)                                     |                                                         |                                                         |                                                         | Yes                                                     | Yes                                                     | Yes                                                     | Yes                                                     | Yes                                                     |                                                         |                                                         |                                                         |                                                         |                                                         |                                                         |                                                         | 5                                                       |
| Rui Poças (Cinematografia)                              |                                                         |                                                         |                                                         | Yes                                                     | Yes                                                     | Yes                                                     | Yes                                                     |                                                         | Yes                                                     | Yes                                                     |                                                         |                                                         |                                                         | Yes                                                     |                                                         | 7                                                       |